# Dave Hahn
Dave Hahn (Okinawa, 3 de noviembre de 1961) es un montañista, guía de montaña profesional, patrullero de esquí, periodista y conferenciante estadounidense. En mayo de 2013, alcanzó la cima del Everest por decimoquinta vez; en aquel momento, era el alpinista que más cumbres había conseguido sin ser sherpa, según el colaborador de Outside Magazine y alpinista Alan Arnette. Su récord fue superado por el británico Kenton Cool en 2022. Entre otros de sus logros notables se encuentran sus 39 cumbres del macizo Vinson, la montaña más alta de la Antártida. Ha alcanzado la cima del Denali en Alaska, el pico más alto de Norteamérica, 25 veces a lo largo de 37 expediciones.

## Biografía
Hahn se licenció en Historia por la Universidad de Búfalo. En 2014 ingresó en el Salón de la Fama del Deporte de dicha institución.iversidad Estatal de Nueva York en Búfalo.
En 1999, Hahn, especializado en guiar en montañas altas y glaciares, dirigió el equipo que descubrió los restos del célebre alpinista inglés George Leigh Mallory a 8 156 metros en la cara norte del Everest. Mallory murió en la montaña en 1924, junto con su compañero Andrew Irvine, pero nunca se ha determinado si fue él quien llegó primero a la cima.
Hahn es miembro del equipo de escalada "First Ascent" de Eddie Bauer. En la actualidad, Salomon le patrocina el material de esquí y Whittaker Mountaineering, una tienda de escalada de Ashford (Washington), el material de escalada.
Numerosas organizaciones utilizan a Hahn como guía, entre ellas Rainier Mountaineering (para la que trabaja desde 1986) y Fathom Expeditions. Hahn es guía habitual en el monte Rainier (Washington), con más de 300 ascensiones, así como patrullero profesional de esquí en Taos Ski Valley, en Nuevo México, donde ha trabajado desde 1985. Ha guiado dos veces a escaladores hasta la cumbre del Cho Oyu, la sexta montaña más alta del mundo, fronteriza entre Nepal y el Tíbet. Hahn también ha guiado al exgobernador de Nuevo México Gary Johnson a las cumbres del macizo Vinson y el Everest.
Hahn también se ha especializado en guiar el "Cruce de Shackleton" en Georgia del Sur, la isla en aguas antárticas que ocupó un lugar destacado en la saga del Endurance entre 1914 y 1916, un viaje que le valió la designación como Viaje del Año por la revista Outside en 2004.
Hahn ha escrito para la revista Outside y ha sido corresponsal de varios sitios web, como MountainZone.com, y los blogs RMI o Live Your Adventure de Eddie Bauer. Ha colaborado en varios libros sobre el Everest y la búsqueda de Mallory e Irvine.